# 拉沙尔斯
拉沙尔斯（法語：La Charce，法語發音：[la ʃaʁs]）是法国德龙省的一个市镇，属于尼永斯区。

## 地理
拉沙尔斯（44°28'14"N, 5°27'3"E）面积9.43 平方千米，位于法国奥弗涅-罗讷-阿尔卑斯大区德龙省，该省份为法国东南部内陆省份，北起顺时针与伊泽尔省、上阿尔卑斯省、上普罗旺斯阿尔卑斯省、沃克吕兹省和阿尔代什省接壤。
与拉沙尔斯接壤的市镇（或旧市镇、城区）包括：科尔尼亚克、埃斯塔布莱、波姆罗勒、罗捷、瓦尔杜勒。
拉沙尔斯的时区为UTC+01:00、UTC+02:00（夏令时）。

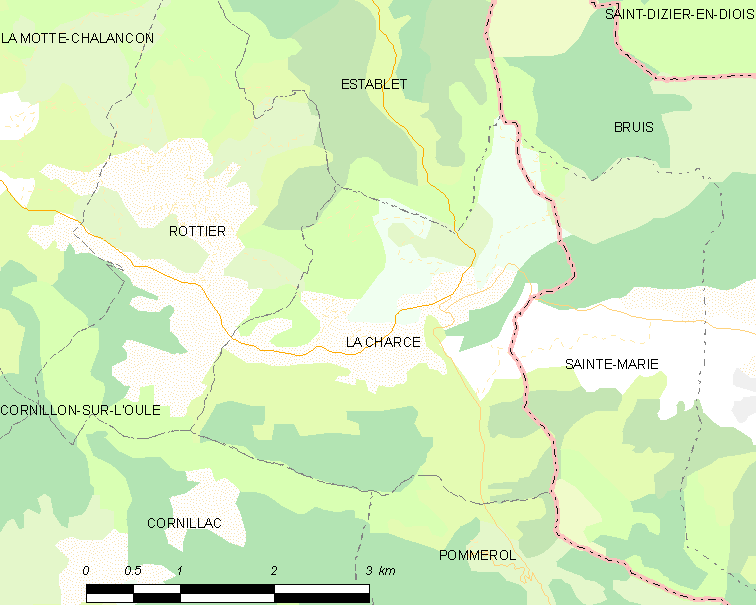
拉沙尔斯的OSM定位图

## 行政
拉沙尔斯的邮政编码为26470，INSEE市镇编码为26075。

## 政治
拉沙尔斯所属的省级选区为尼永斯-巴罗尼县。

## 人口

1962-2008年间拉沙尔斯人口变化图示

拉沙尔斯于2022年1月1日时的人口数量为24人。